# 宇宙ひも
宇宙ひも（うちゅうひも、cosmic string）は物理学、特に宇宙論で言及される時空の中の特殊な領域。コズミックストリングとも呼ばれる。
時空が相転移する際、全体がいっせいに相転移するのではなく、複数の領域がそれぞれ個別に相転移することが考えられる。その場合、領域の境界には位相的欠陥ができ、その部分は通常の時空とは異なる状態になる。これは、通常の物質が結晶になる際に、結晶粒子の境界に格子欠陥の一種である結晶粒界ができる現象と類似したものと考えると理解しやすい。
宇宙では、宇宙誕生時には1つだった基本相互作用が4つに分かれ、その間に少なくとも3回の相転移があったと考えられている。そして、実際の宇宙では、因果関係が成り立つ範囲、つまり、光速で情報が伝達される範囲内でしか一様な相転移は起きない。つまり、距離の離れた領域は別々に相転移が起き、そのため、宇宙には上述の位相欠陥が残されている可能性がある。
位相的欠陥には、宇宙ひも以外に、ドメインウォール、モノポール、テクスチャーなどがある。
宇宙ひもは線状（ループ状も含む）の欠陥で、時空に角度欠損ができ、その周囲を一周する角度は360度未満となっている。また、宇宙ひもは非常に大きな質量を持っている。そのため、初期の宇宙で密度ゆらぎを起こし、宇宙の大規模構造の原因となった可能性が指摘されたり、ダークマターの候補と考えられたりした。
ループ状の宇宙ひもは、重力波のかたちでエネルギーを放出しながら崩壊していく。この重力波エネルギーが宇宙の進化に与える影響などから、宇宙ひもの存在量が見積もれないかなどが研究されてきた。しかし、WMAPによる宇宙背景放射の温度ゆらぎの解析結果から、宇宙ひもの寄与は（あったとしても）少ないことが分かった。宇宙ひもが存在したとしても宇宙論に与える影響は少ないようである。